# 2013 год в спорте
Список 2013 год в спорте описывает спортивные события 2013 года.

## Олимпийское движение
- 29 января — 5 февраля — Специальные Всемирные Зимние Олимпийские игры[англ.] (Пхёнчхан, Республика Корея)
- 29 июня — XXIV Всероссийский олимпийский день, посвящённый Зимним Олимпийским играм в Сочи[1].
- 7 сентября — Международный олимпийский комитет выбрал во второй раз Токио столицей Летних Олимпийских игр 2020 года[2].
- 10 сентября — председателем Международного олимпийского комитета избран Томас Бах[3].
- 29 сентября — в Греции прошла церемония зажжения Олимпийского огня Зимней Олимпиады 2014 года в Сочи[4].
- 4 октября — в Москве состоялась презентация олимпийского кортежа, который будет сопровождать марафон олимпийского огня Сочи-2014 по России[5].
- 6 октября — в Москве стартовала эстафета олимпийского огня Сочи 2014, которая продлится 123 дня и пройдёт в 83-х регионах России[6].
- 7 октября — по России началось пронесение Олимпийского огня в честь Зимних Олимпийских игр в Сочи[7].
- 7 ноября — олимпийский огонь впервые доставлен на МКС, где также впервые он побывает в открытом космосе[8].

## Байдарки и каноэ
- 27 августа — 1 сентября — чемпионат мира по гребле на байдарках и каноэ (Дуйсбург, Германия)[9].
- 25—29 сентября — XV чемпионат Азии по гребле на байдарках и каноэ (Самарканд, Узбекистан)[10].

## Баскетбол
- 13 апреля — баскетбольный клуб Локомотив-Кубань выиграл Кубок Европы, обыграв в финале испанский клуб «Бильбао»[11].
- 1—11 августа — 27-й чемпионат Азии по баскетболу среди мужских команд (Манила, Филиппины)[12].
- 4—23 сентября — 38-й чемпионат Европы по баскетболу (Словения)[13].

## Биатлон
- 17 февраля — сборная Норвегии по биатлону установила рекорд чемпионатов мира по биатлону, выиграв 8 из 11 золотых медалей[14].
- 17 марта — в Ханты-Мансийске завершился кубок по биатлону. Тура Бергер из Норвегии и француз Мартен Фуркад победили в общем зачёте, российская сборная получила 29 медалей[15].

## Бокс
- 5 октября — украинский боксёр Владимир Кличко победил в 12 раундах российского боксёра Александра Поветкина, подтвердив звание чемпиона мира по версиям четырёх организаций[16].
- 13—26 октября — 17-й чемпионат мира по боксу (Алматы, Казахстан)[17].

## Борьба
- 19—24 марта — чемпионат Европы по борьбе (Тбилиси, Грузия)[18]. Сборная России победила в общекомандном зачёте, завоевав 6 золотых, 3 серебряных и 6 бронзовых наград.
- 16—22 сентября — чемпионат мира по вольной борьбе (Венгрия, Будапешт)[19].

## Велоспорт
- 20—24 февраля — чемпионат мира по трековым велогонкам (Минск, Белоруссия).
- 3—10 марта — Париж — Ницца 2013.
- 6—12 марта — Тиррено — Адриатико 2013.
- 17 марта — Милан — Сан-Ремо 2013.
- 18—24 марта — Вуэльта Каталонии 2013[англ.].
- 31 марта — Тур Фландрии.
- 7 апреля — Фабиан Канчеллара стал победителем велогонки Париж — Рубе[20].
- 1—5 мая — многоэтапная велогонка в рамках UCI Europe Tour в Азербайджане[21].
- 29 июня — 21 июля — юбилейная 100-я международная велогонка серии Тур де Франс[22].

## Волейбол
- 17 марта — новосибирский волейбольный клуб «Локомотив» стал победителем Лиги чемпионов ЕКВ, обыграв в пяти сетах итальянский клуб «Кунео»[23].
- 1—7 июля — чемпионат мира по пляжному волейболу (Старе-Яблонки, Польша)[24].
- 21 июля — мужская сборная России выиграла Мировую лигу по волейболу[25].
- 14 сентября — женская сборная России выиграла чемпионат Европы по волейболу, разгромив в финале немок, а Татьяна Кошелева признана самым ценным игроком[26].
- 29 сентября — сборная России по пляжному футболу второй раз подряд выиграла чемпионат мира[27].

## Гимнастика
- 27 августа — 1 сентября — XXXII чемпионат мира по художественной гимнастике (Киев, Украина)[28].
- 30 сентября—6 октября — чемпионат мира по спортивной гимнастике (Бельгия, Антверпен)[29].

## Дзюдо
- 25—28 апреля — чемпионат Европы по дзюдо (Будапешт, Венгрия). У мужчин победу одержала сборная Грузии, у женщин — сборная Голландии[30].
- 26 августа — 1 сентября — чемпионат мира по дзюдо (Рио-де-Жанейро, Бразилия)[31].

## Конькобежный спорт
- 11—13 января — чемпионат Европы по конькобежному спорту (Херенвен, Нидерланды).
- 16—17 февраля — чемпионат мира по конькобежному спорту в классическом многоборье (Хамар, Норвегия).
- 21 марта — россиянин Денис Юсков выиграл первую за 17 лет для России золотую медаль по конькобежному спорту на проходящем в Сочи чемпионате мира, победив на дистанции 1500 м.[32] У женщин на 1000-метровке первенствовала россиянка Ольга Фаткулина. Такой результат позволил сборной России занять третье место в общекомандном зачёте, уступив сборным Нидерландов и Южной Кореи.
- 25—29 декабря — чемпионат России по конькобежному спорту отдельных дистанциях (Сочи).

## Лёгкая атлетика
- 1—3 марта — чемпионат Европы по лёгкой атлетике в помещении (Гётеборг, Швеция)
- 24 марта — чемпионат мира по кроссу (Быдгощ, Польша)[33].
- 10—14 июля — чемпионат мира по лёгкой атлетике среди юношей (Донецк, Украина)[34].
- 10—18 августа — XIV чемпионат мира по лёгкой атлетике (Москва)[35].
  - Елена Исинбаева выиграла золотую медаль в прыжках с шестом на чемпионате мира по лёгкой атлетике в Москве[36].
- 29 сентября — 40-й Берлинский марафон. Кениец Уилсон Кипсанг установил мировой рекорд — 2:03.23[37].
- 27 октября — 32-й Франкфуртский марафон[38]. Победителями стали кенийцы Винсент Кипруто и Каролина Килель[39].

## Парусный спорт
- 19—27 июля — чемпионат Европы по парусному спорту в классе «Финн» (Варнемюнде, Германия)[40].
- 26 сентября — американская команда Oracle Team USA стала победителем «Кубка Америки» — одной из самых престижных парусных регат[41].

## Стрельба
- 21 июля — 2 августа — чемпионат Европы по стрельбе (Осиек, Хорватия)[42].
- 16—24 сентября — чемпионат мира по стендовой стрельбе (Перу, Лима)[43][44].

## Теннис
- 26 января — белоруска Виктория Азаренко второй раз подряд выиграла Открытый чемпионат Австралии по теннису[45].
- 27 января — Новак Джокович третий раз подряд выиграл Открытый чемпионат Австралии по теннису[46].
- 8 июня — Серена Уильямс стала чемпионкой чемпионата Франции по теннису среди женщин[47].
- 9 июня — завершился открытый чемпионат Франции по теннису 2013 года, победителем среди мужчин стал Рафаэль Надаль[47].
- 6 июля — французская теннисистка Марион Бартоли впервые выиграла Уимблдон[48].
- 7 июля — Энди Маррей стал первым с 1936 года британским теннисистом, выигравшим Уимблдонский турнир[49].
- 22—28 июля — Кубок Баку по теннису[50]  (азерб.)  (англ.).

## Тяжёлая атлетика
- 8—14 апреля — чемпионат Европы по тяжёлой атлетике (Тирана, Албания)[51]. Победу в командном зачёте одержала сборная России[52].
- 20—27 октября — чемпионат мира по тяжёлой атлетике (Вроцлав, (Польша)[53].

## Фехтование
- 5—9 июня — молодёжный чемпионат Европы по фехтованию (Торунь, Польша)[54].
- 16—21 июня — чемпионат Европы по фехтованию (Загреб, Хорватия)[55].
- 5—12 августа — чемпионат мира по фехтованию (Будапешт, Венгрия)[56].

## Фигурное катание
- 23—27 января — чемпионат Европы по фигурному катанию (Загреб, Хорватия)[57].
- 5—17 февраля — чемпионат четырёх континентов по фигурному катанию (Осака, Япония)
- 25 февраля — 3 марта — чемпионат мира по фигурному катанию среди юниоров (Милан, Италия)[58].
- 11—17 марта — чемпионат мира по фигурному катанию (Лондон, Канада)[59]. Кореянка Ким Ён А стала двукратной чемпионкой мира[60].
- 25 декабря — Евгений Плющенко впервые с 1998 года проиграл чемпионат России по фигурному катанию, уступив по сумме баллов Максиму Ковтуну[61].

## Футбол
- 5 января — форвард Барселоны Лионель Месси в четвёртый раз подряд получил приз лучшему футболисту «Золотой мяч»[62].
- 19 января — 10 февраля — Кубок африканских наций 2013.
- 10 февраля — завершился очередной розыгрыш Кубка африканских наций, победу одержала сборная Нигерии, обыгравшая в финале сборную Буркина-Фасо[63].
- 9 марта — нападающий каталонской «Барселоны» Лионель Месси, забив гол в 17-м матче чемпионата Испании по футболу подряд, установил мировой рекорд[64].
- 22 апреля — победителем английской футбольной Премьер-лиги стал клуб Манчестер Юнайтед[65].
- 8 мая — тренер футбольного клуба Манчестер Юнайтед Алекс Фергюсон заявил о намерении уйти в отставку с поста тренера[66]
- 17 мая — юношеская сборная России по футболу выиграла чемпионат Европы (Словакия)[67].
- 18 мая — московский футбольный клуб ЦСКА в четвёртый раз стал чемпионом России по футболу[68].
- 25 мая — мюнхенская Бавария выиграла пятый кубок Лиги Чемпионов, обыграв дортмундскую Боруссию со счётом 2:1. Таким образом, «Бавария» смогла забрать трофей себе на хранение[69].
- 1 июня — московский ЦСКА стал обладателем Кубка России по футболу, победив в финале махачкалинский «Анжи»[70].
- 5—18 июня — чемпионат Европы среди молодёжных команд (Израиль)[71]. Чемпионом второй раз подряд стала сборная Испании[72].
- 4 июля — Международная федерация футбола приостановила членство Камеруна в организации из-за вмешательства камерунских властей в деятельность местной футбольной ассоциации[73].
- 10—28 июля — чемпионат Европы среди женщин (Швеция)[74].
- 13 июля — Московский ЦСКА стал обладателем Суперкубка России по футболу[75].
- 28 июля — женская сборная Германии по футболу в 6-й раз подряд выиграла чемпионат Европы, проходивший в Швеции[76].
- 15 октября — сборная России по футболу впервые с 2002 года попала в финальную стадию чемпионата мира, сыграв в последнем отборочном турнире вничью со сборной Азербайджана 1:1[источник не указан 4310 дней].
- 6 декабря — в Бразилии состоялась жеребьёвка финального турнира Чемпионата мира по футболу 2014. Сборная России попала в группу H и сыграет со сборными Бельгии, Алжира и Южной Кореи[77].
- 20 декабря — главный тренер казанского «Рубина» Курбан Бердыев уволен со своего поста[78].
- Создан австралийский клуб из Аделаиды - Истерн Юнайтед.

## Хоккей
- 26 декабря 2012 года — 5 января — молодёжный чемпионат мира по хоккею c шайбой (Уфа, Россия)[79]. В финале сборная США победила шведских хоккеистов 3:1[80].
- 17 января — хоккейный клуб «Донбасс» стал обладателем Континентального Кубка[81].
- 17 апреля — московское «Динамо» второй год подряд выиграло Кубок Гагарина по хоккею с шайбой[82].
- 18—23 апреля — чемпионат мира по хоккею среди юниоров (Сочи, Россия) в рамках тестовых соревнований в преддверии Олимпийских игр[83]. Победу одержала сборная Канады, серебро — у сборной США, бронза досталась сборной Финляндии. Сборная России заняла четвёртое место[84].
- 3—19 мая — 77-й чемпионат мира по хоккею с шайбой (Стокгольм, Швеция и Хельсинки, Финляндия)[85]. Чемпионом стала сборная Швеции[86].
- 7 октября — клуб НХЛ «Филадельфия Флайерс» уволил главного тренера Питера Лавиолетта спустя неделю после старта сезона, что стало самой быстрой отставкой в истории хоккейной лиги[87].

## Хоккей с мячом
- 23 января — 3 февраля — чемпионат мира по хоккею c мячом (Венерсборг, Швеция). В финале сборная России победила шведскую сборную 4:3[88].

## Шахматы
- 26 января — норвежец Магнус Карлсен обыграл в 12-м туре шахматного турнира в Вейк-ан-Зее американца Хикару Накамуру и досрочно стал победителем соревнования[89].
- 14 марта — 2 апреля — турнир претендентов на мировое шахматное первенство (Лондон, Великобритания)[90].
- 11—12 мая — VII Открытый чемпионат России по сёги (Москва)[91].
- 6—10 июня — чемпионат мира по быстрым шахматам и шахматному блицу (Ханты-Мансийск, Россия)[92].
- 18—21 июля — XXIX Чемпионат Европы по сёги (Минск, Белоруссия)[93].
- 7—28 ноября — матч на первенство мира по шахматам по версии ФИДЕ между Вишванатаном Анандом и Магнусом Карлсеном (Ченнаи, Индия)[94]. 22 ноября новым чемпионом мира по шахматам досрочно стал Магнус Карлсен (Норвегия)[95]. Ставший чемпионом мира по шахматам, Магнус Карлсен выбыл из списка членов символического клуба Михаила Чигорина.

## Шашки
- 23 марта
  - Чемпионат Европы по международным шашкам среди женщин (блиц) (Будапешт, Венгрия). Победителем стала украинка Дарья Ткаченко.
  - Чемпионат Европы по международным шашкам среди мужчин (блиц) (Будапешт, Венгрия). Победил россиянин Александр Шварцман.
- 2—19 июня — чемпионат мира по международным шашкам среди мужчин (Уфа, Россия)[96]. Чемпионом стал россиянин Александр Георгиев.
- 4—14 августа (Санкт-Петербург, Россия)[97].
  - Чемпионат мира по русским шашкам среди женщин. Чемпионкой стала россиянка Жанна Саршаева.
  - Чемпионат мира по русским шашкам среди мужчин. Чемпионом стал россиянин Николай Стручков.
- 1—16 октября — чемпионат мира по международным шашкам среди женщин (Улан-Батор, Монголия)[98]. Чемпионкой стала представительница Латвии Зоя Голубева.

## Другие соревнования
- 5 января — в Перу стартовал ралли-марафон Ралли Дакар[99].
- 11—27 января — чемпионат мира по гандболу среди мужчин (Мадрид, Испания)[100]. Второй раз в истории выиграла сборная Испании[101].
- 17—27 января — чемпионат мира по сноуборду (Стоунхэм, Канада)[102].
- 25 января — 3 февраля — чемпионат мира по бобслею и скелетону (Санкт-Мориц, Швейцария). Александр Третьяков стал первым в истории России чемпионом мира по скелетону[103].
- 2 февраля — 16 марта — Кубок шести наций 2013
- 17 февраля — в финале чемпионата мира про крикету среди женщин[англ.] сборная Австралии[англ.] одержала победу над сборной Индии[англ.][104].
- 20 февраля — 3 марта — чемпионат мира по лыжным видам спорта (Валь-ди-Фьемме, Италия). Норвежская лыжница Марит Бьёрген завоевала пять медалей[105].
- 27 февраля — 2 марта — VI Зимние международные детские игры (Уфа, Россия)[106].
- 8—10 марта — чемпионат мира по шорт-треку (Будапешт, Венгрия). В общекомандном зачёте первенствовала сборная Южной Кореи, завоевавшая 6 золотых, 6 серебряных и 1 бронзовую награду.
- 16 марта — сборная Уэльса по регби выиграла кубок шести наций 2013 года[107].
- 16—24 марта — чемпионат мира по кёрлингу среди женщин (Рига, Латвия).
- 6 апреля — в больших национальных скачках в городе Ливерпуль первым пришёл жокей Райан Мания на лошади Аурора Анкор, получив приз примерно полтора миллиона долларов[108].
- 14 апреля — победителем турнира Мастерс по гольфу стал австралиец Адам Скотт[109].
- 4 мая — в Луисвилле, штат Кентукки прошли 139-е скачки Кентукки Дерби, победителем которых стал жокей Джоэл Росарио на жеребце по кличке Орб[110]
- 16 июня — Гольфист Джастин Роуз стал первым за 43 года британским спортсменом, одержавшим победу в финале Открытого чемпионата США по гольфу[111].
- 6—17 июля — XXVII летняя Универсиада (Казань, Россия)[112].
- 19 июля—4 августа — 15-й чемпионат мира по водным видам спорта (Барселона, Испания)[113]. Российская команда заняла третье место в общем зачёте и взяла все золотые медали в синхронном плавании[114].
- 5—11 августа — чемпионат мира по бадминтону (Гуанчжоу, КНР)[115].
- 21—27 августа — чемпионат мира по современному пятиборью (Тайвань)[116].
- 25 августа — 1 сентября — чемпионат мира по академической гребле (Чхунджу, Республика Корея)[117].
- 27 октября — немецкий гонщик Себастьян Феттель в четвёртый раз стал чемпионом мира по автогонкам в классе «Формула-1»[118].
- 30 октября — победу в бейсбольной мировой серии одержала команда Бостон Ред Сокс[119].
- 8 ноября — три российские ходока — олимпийская чемпионка, трёхкратная чемпионка мира Ольга Каниськина, олимпийский чемпион, двукратный чемпион мира Валерий Борчин и двукратный призёр Олимпийских игр, вице-чемпион мира Денис Нижегородов завершили свою спортивную карьеру[120].
- 22—24 ноября — чемпионат мира по самбо (Санкт-Петербург, Россия)[121].
- 30 ноября — на стадионе «Олд Траффорд» в Манчестере состоялся финал Чемпионата мира по регбилиг в котором в сборная Австралии вернула себе звание чемпиона мира[122].
- 11—21 декабря — XXVI зимняя Универсиада (Трентино, Италия)[123].

## Награды
- 11 марта — в Рио-де-Жанейро прошло вручение премии Laureus World Sports Awards («Спортивный Оскар»), лучшим спортсменом года стал ямайский бегун Усэйн Болт, который удостоился награды в третий раз. Приз лучшей спортсменке года получила олимпийская чемпионка Игр-2012 в семиборье Джессика Эннис[124].
- 16 ноября — в Монако прошло награждение лучших легкоатлетов мира. Лучшими были признаны ямайские спринтеры Усэйн Болт и Шелли-Энн Фрейзер-Прайс. Они получили статуэтки и денежные призы в размере 100 000 долларов США[125].

## Скончались
- 2 января
  - Ладислао Мазуркевич, уругвайский футболист, вратарь, участник трёх чемпионатов мира, лучший вратарь чемпионата мира 1970 года.
  - Владимир Сергеевич Родиченко, почётный вице-президент Олимпийского комитета России (2005—2013), вице-президент Всероссийской федерации лёгкой атлетики (1990—2005).
- 19 января — Тайхо Коки, японский борец, один из самых заслуженных борцов в истории сумо[126].
- 22 февраля — Атье Кёлен-Делстра, нидерландская конькобежка, четырёхкратная чемпионка мира в классическом многоборье (1970, 1972—1974) и трёхкратная чемпионка Европы в классическом многоборье (1972—1975).
- 2 марта — Ханс Шнитгер, нидерландский хоккеист (хоккей на траве), бронзовый призёр летних Олимпийских играх в Берлине (1936).
- 21 марта — Пьетро Меннеа, итальянский легкоатлет, олимпийский чемпион (1980).
- 7 апреля — Карл Уильямс, американский боксёр-профессионал, чемпион мира (1987—1991).
- 10 апреля — Александар Козлина югославский футболист, чемпион летних Олимпийских игр в Риме (1960).
- 12 апреля — Роберт Бирн, американский шахматист, гроссмейстер.
- 14 апреля — Альберто Вальдес, мексиканский спортсмен-конник, чемпион летних Олимпийских игр в Лондоне (1948) в командном первенстве по конкуру.
- 26 апреля — Кира Анисимовна Горбачёва, советская волейболистка, чемпионка мира (1956).
- 5 мая — Виталий Сергеевич Артемьев, советский футболист, игрок команды «Локомотив» (защитник), серебряный приз`р чемпионата СССР (1959), обладатель Кубка СССР (1957).
- 11 мая — Эммануэль Кларе, французская биатлонистка, чемпионка мира 1996 года.
- 12 мая — Владимир Вацлавович Романовский, советский спортсмен, олимпийский чемпион (1976), чемпион мира и СССР по гребле на байдарках.
- 15 мая — Алексей Васильевич Болотов, российский альпинист, покоривший 11 восьмитысячников из 14; погиб при восхождении на Эверест.
- 18 мая — Лотар Шмид, немецкий шахматист, гроссмейстер (1959), гроссмейстер ИКЧФ (1959), международный арбитр (1975).
- 7 июня — Лесли Кантуэлл, новозеландская легкоатлетка, чемпионка Океании в ходьбе на 5000 метров (2013)
- 13 июня — Джек Гарфинкель, американский профессиональный баскетболист, завершивший карьеру. Чемпион АБЛ в сезоне 1944/1945 годов и чемпион НБЛ в сезоне 1945/1946 годов.
- 27 июня — Ален Мимун, французский легкоатлет, олимпийский чемпион (1956).
- 1 июля — Рене Спаренберг, нидерландский хоккеист (хоккей на траве), бронзовый призёр летних Олимпийских играх в Берлине (1936).
- 3 октября — Сергей Александрович Белов, советский и российский баскетболист и тренер, чемпион мира (1967, 1974), олимпийский чемпион (1972).
- 11 октября — Мария де Вильота, испанская автогонщица.
- 7 ноября — Николай Иванович Карпов, советский хоккеист и хоккейный тренер, бронзовый призёр зимних Олимпийских игр, заслуженный тренер СССР[127].
- 20 декабря — Пётр Григорьевич Болотников, советский бегун на длинные дистанции, олимпийский чемпион 1960 года, экс-рекордсмен мира на дистанции 10 000 м.
- 22 декабря — Лазаро Ривас — кубинский борец, серебряный призёр летних Олимпийских игр в Сиднее (2000) в греко-римской борьбе[128].
- 25 декабря — Уилбур Томпсон — американский легкоатлет, чемпион летних Олимпийских игр в Лондоне (1948) в толкании ядра.
- 28 декабря — Илья Цымбаларь, советский, украинский и российский футболист.